# شاهین مصطفی‌اف
شاهین مصطفایف (به ترکی آذربایجانی: Şahin Mustafayev) سیاستمدار آذربایجانی می‌باشد. وی از ۲۱ دسامبر ۲۰۰۸ تا ۲۳ اکتبر ۲۰۱۹ مسئولیت وزارت اقتصاد جمهوری آذربایجان را به عهده داشت.

## زندگی‌نامه
شاهین مصطفایف در ۱۳ ژوئن سال ۱۹۶۵ در نویمبریان، ارمنستان زاده شد. در سال ۱۹۸۹، از شعبه دانشگاه دولتی اقتصاد و مالیه سن‌پترزبورگ در باکو دانش‌آموخته گردید. میان سال‌های ۱۹۹۰ تا ۱۹۹۱ به عنوان حسابدار ارشد در اداره کل ساختمانی باکو کار نمود. از سال ۱۹۹۱ تا ۱۹۹۲ به عنوان حسابدار ارشد در مؤسسه «اسپکتر» اشتغال یافت. در فاصله زمانی ۱۹۹۲ الی ۱۹۹۹، به‌طور متوالی چند سمت را همچون ممیز، حسابرس ارشد عوارض، بازرس ارشد عوارض دولتی و مدیر بخش در «اداره پیش‌بینی مالیت» در باکو عهده‌دار شد.
بین سال‌های ۲۰۰۰–۲۰۰۳، ابتدا به عنوان معاونت و بعد ریاست اداره بررسی‌های اقتصادی و حسابداری وزارت مالیات جمهوری آذربایجان گماشته شد. بعد از این نیز بین سالهای ۲۰۰۳ تا ۲۰۰۵ در شرکت دولتی نفت آذربایجان در سمت‌های مختلف مشغول به کار شد. در سال ۲۰۰۵، به معاونت اول رئیس این شرکت رسید. از سال ۲۰۰۶ تا ۲۰۰۸ معاونت اول وزیر مالیت جمهوری آذربایجان را بر عهده داشت.
وی از سال ۲۰۰۸ تا ۲۰۱۳ سکان هدایت وزارت توسعه اقتصادی و همچنین از سال ۲۰۱۳ تا ۲۰۱۶ وزارت اقتصاد و صنعت جمهوری آذربایجان را در دست داشت.
بر اساس فرمان الهام علی‌اف، رئیس‌جمهوری آذربایجان به تاریخ ۱۵ ژانویه سال ۲۰۱۶، به عنوان وزیر اقتصاد این کشور منصوب شد.
وی سکاندار فدراسیون تنیس روی میز جمهوری آذربایجان نیز می‌باشد.